# Пампов
Пампов (нем. Pampow) — община в Германии, в земле Мекленбург-Передняя Померания.
Входит в состав района Людвигслуст. Подчиняется управлению Штралендорф.  Население составляет 2837 человек (на 31 декабря 2010 года). Занимает площадь 10,91 км².